# جنوب شرق الولايات المتحدة
منطقة جنوب شرق الولايات المتحدة هي الجزء الشرقي من جنوب الولايات المتحدة، والجزء الجنوبي من شرق الولايات المتحدة.

لا يوجد تعريف لمنطقة جنوب شرق الولايات المتحدة حسب مكتب التعداد، لكن رابطة الجغرافيين الأمريكيين تعرفها بأنها تشمل ولايات ألاباما وفلوريدا وجورجيا وكنتاكي وميسيسيبي وكارولاينا الشمالية وكارولاينا الجنوبية وتينيسي وفيرجينيا وفيرجينيا الغربية.

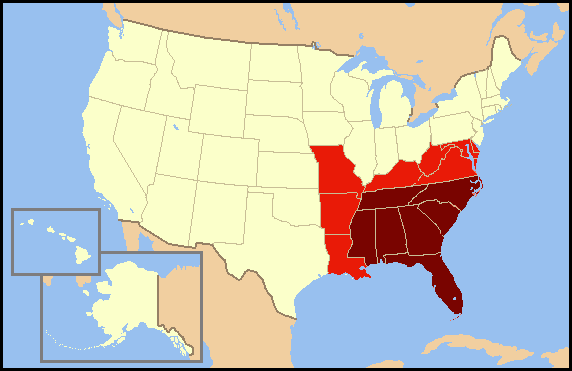
الولايات الملونة بلون أحمر غامق هي الولايات التي تدخل ضمن تعريف جنوب شرق الولايات المتحدة، بينما الولايات الملونة بلون أحمر فاتح تعد أحيانا ضمن هذه المنطقة.

وتعد فلوريدا أكبر الولايات من حيث السكان (19,552,860) ثم جورجيا (9,992,167) ثم كارولاينا الشمالية (9,848,060).